# Благоева група
Благоевата група или Групата на Благоев е една от първите марксистки организации в Русия, официално наречена „Партия на руските социалдемократи“, създадена през 1883 година от основателя на социалдемокрацията в България Димитър Благоев.
Групата обединява около 15 марксистки кръжока, разполага с нелегална библиотека и печатница. Групата има програма, в която се обявява за разпространение на марксистките идеи сред работническата класа и в бъдеще – създаване на социалдемократическа партия.
Издава в-к „Рабочий“, от който излизат в нелегалност само 2 броя.
През 1885 Благоев е арестуван и върнат в България. Две години по-късно почти всички членове на групата са арестувани, което води до разпадането ѝ.
Дейността на групата на Благоев полага основите за създаване на Руската социалдемократическа работническа партия.